# Ламберт (одиниця вимірювання)
Ла́мберт (англ. lambert)  — позасистемна одиниця вимірювання яскравості поверхні. Названа на честь німецького фізика Й. Г. Ламберта. Українське позначення: Лб; міжнародне: Lb або L.
У закордонній літературі під одним ламбертом розуміють яскравість поверхні площею 1 см, яка створює світловий потік 1 люмен.
До 1948 року використовувалося визначення на основі старої «міжнародної свічі»: 1 старий ламберт = 1,005 Лб.
Використовується переважно в США. У радянській науково-технічній традиції ця одиниця вимірювання використовувалася, як правило, для вимірювання яскравості світла, відбитого від невипромінюючого об'єкта з таким визначенням: 1 ламберт — це яскравість ідеально білої поверхні світністю 1 рф (радфот), що рівномірно розсіює світло в усіх напрямках.
В Україні в сфері законодавчо регульованої метрології ламберт не використовується, оскільки використовується похідна одиниця системи SI — кандела на метр квадратний (кд/м²).
Співвідношення з одиницею системи SI: 1 Лб = 3,1831⋅103 кд/м². Співвідношення з іншими одиницями вимірювання: 1 Лб = 3,20⋅103 нт = 1/π сб = 10−4 асб.